# Hans Gude
Hans Fredrik Gude (13. mart 1825 — 17. avgust 1903) bio je norveški slikar nacionalnog romantizma i smatra se jednim od najboljih norveških pejzažista.
Gudeovu karijeru nije obeležila revolucija i velike promene koje je donela već stabilan napredak koji sporo reaguje na trendove u umetničkom svetu. Gudeovi rani radovi predstavljaju idilične norveške predele sa romantičnim a opet i realističnim pogledom na svoju zemlju. Oko 1860. počinje da slika i morske predele i predmete. U početku je imao problema sa crtanjem ljudskih figura tako da mu je Adolf Tidemand pomagao pri izradi nekih dela.
Gude je proveo 45 godina kao profesro umetnosti i kao takav imao značajnu ulogu u razvoju norveške umetnosti kroz tri generacije kojima je bio mentor. Norveški studenti su ga cenili i išli gde god bi on predavao.
Gude je višestruko nagrađivan za svoj rad a bio je i počasni član nekoliko akademija umetnosti. On je otac slikara Nilsa Gudea.

## Počeci
Gude je rođen u Oslu 1825. godine kao sin sudije Ove Gudea i Marije Elizabet Brant.
Svoju umetničku karijeru započinje privatnim časovima kod Johanes Flintoa, a od 1838. ide na njegove večernje časove u Kraljevskoj školi crtanja u Oslo. na jesen 1841. Johan Sebastijan Velhaven je predložio da se mladi Gude pošalje u Dizeldorf na dalje usavršavanja u umetnosti.

## Akademija umetnosti u Dizeldorfu
Na Akademiji umetnosti u Dizeldorfu je sreo Johan Vilhelm Širmera — profesora slikanja predela — koji ga je savetovao da odustane od svojih ambicija da postane slikar i da se vrati redovnim studijama odk ne bude prekasno. Akademija je odbila da ga primi ali je Gude privukao pažnju Andreas Ahenbaha koji mu je davao privatne časove.

### Studentski dani
Gude je na jesen 1842. godine konačno primljen na Akademiju i tu se pridružio Širmerovom kursu slikanja pejzaža gde je jako brzo napredovao. To je tada bio novouvedeni kurs 1839. godine, kao pandan u to vreme prestižnijem slikanju figura ljudskog tela. Na kraju prvog semestra, Gudeov performans je proglašen dobrim a on opisan kao talentovan. da bi u studentskoj knjižici 1843/44 on bio jedni u klasi od 12 za koga je pisalo da je vrlo talentovan.
Gude je bio na Akademiji do 1844, kada je otišao za Oslo. 25. jula 1850. Gude je oženio Betsi Šarlot Julian Anker (1830–1912), ćerku generala Erika Ankera.

### Profesorski dani
Godine 1854. Gude je imenovan za profesora pejzažnog slikarstva na Akademiji i tako zamenio svog profesora. Sa svojim 29 godina je postao najmlađi profesor na Akademiji. Njegovo postavljanje je donekle bilo i politička odluka zbog konflikta koji je vladao među drugim kandidatima. Predavao je šest sati kurs, dva sata rada u kancelariji, bio mentor sa drugim profesorima ali i prisustvovao sastancima kolektiva. 1857. Gude podnosi ostavku, navodeći privatne razloge i poljuljano zdravstveno stanje, iako u svojim memoarima kao razlog navodi suprotstavljenost dvoje učenika. Njegova profesura je bila slabo plaćena i na dnu liste ostalih plata na Akademiji i Gude je bio jedan od nekoliko profesora kojima je povišica odbijena 1855. Gude je bolje tretiran od strane Akademije kada je najavio ostavku i trebalo mu je celih pet godina da napusti Dizeldorf. Nakon toga se preselio u Vels gde se posvetio slikanju.

## Škola umetnosti u Badenu
U decembru 1863, Gude je dobio ponudu i prihvatio profesuru na Školi umetnosti u Baden u Karlsruhe, gde je opet nasledio svog profesora i napustio Vels. Tu je nastavio da repordukuje pejzaže koje je posmatrao, stil koji je prenosio i na svoje studente. Tu je proveo 6 godina dok se nije prebacio na Akademiju umetnosti u Berlin. Penzionisao se 1901. godine. Umro je u Berlinu dve godine kasnije.

## Dela
- Landscape Study from Vågå, 1846
- Tessefossen I Vaga I Middagsbelysning, 1848
- Hardanger fjord
- Under eketreet or Under the Oak (1858)
- Spinnkusten längs Sörlandskusten (1872)
- Hvile på stien or Resting on the path (1878)
- Fisker fra Rügen, or Fishermen from Rügen, (1882).
- Fishermen Hans Gude and Adolph Tidemand
- Høifjell, 1857
- Damer i solskinnet or Ladies in the sunshine (1883)
- Kaien på Feste i nær Moss (1898)

## Nagrade i priznanja
- 1852 — Zlatna medalja u Berlinu[6]
- 1855 — Medalja, Pariz[6]
- 1860 — Zlatna medalja u Berlinu[6]
- 1861 — Medalja, Pariz[6]
- 1867 — Medalja, Pariz[6]
- 1873 — Zlatna medalja u Beču.
- 1880 — Clan Senata Berlinske akademije umetnosti[3]
- 1894 — Oreden Svetog Olava[3][5]

### Članstva u Akademijama umetnosti
- Amsterdam[5][6]
- Berlin[5][6]
- Kopenhagen[5]
- Roterdam[5][6]
- Stokholm[5][6]
- Bec[5][6]

## Literatura
- Haverkamp, Frode; Gude, Hans Fredrik (1992). Hans Gude (на језику: Norwegian). Oslo: Aschehoug. ISBN 978-82-03-17072-0. OCLC 29047091.
- Walker, Francis Amasa (1877), „588. Hans Gude, Norway.”, United States Centennial Commission: International Exhibition, 1876, XXVII, Philadelphia: J. B. Lippincott & Co., стр. 105, Приступљено 9. 3. 2008
- Waters, Clara Erskine Clement; Hutton, Lawrence (1879), „Hans Frederic Gude”, Artists of the nineteenth century and their works: A handbook containing two thousand and fifty biographical sketches, 1, Bostom: Houghton, Osgood and company, стр. 317, Приступљено 9. 3. 2008